# Dirk Gaw

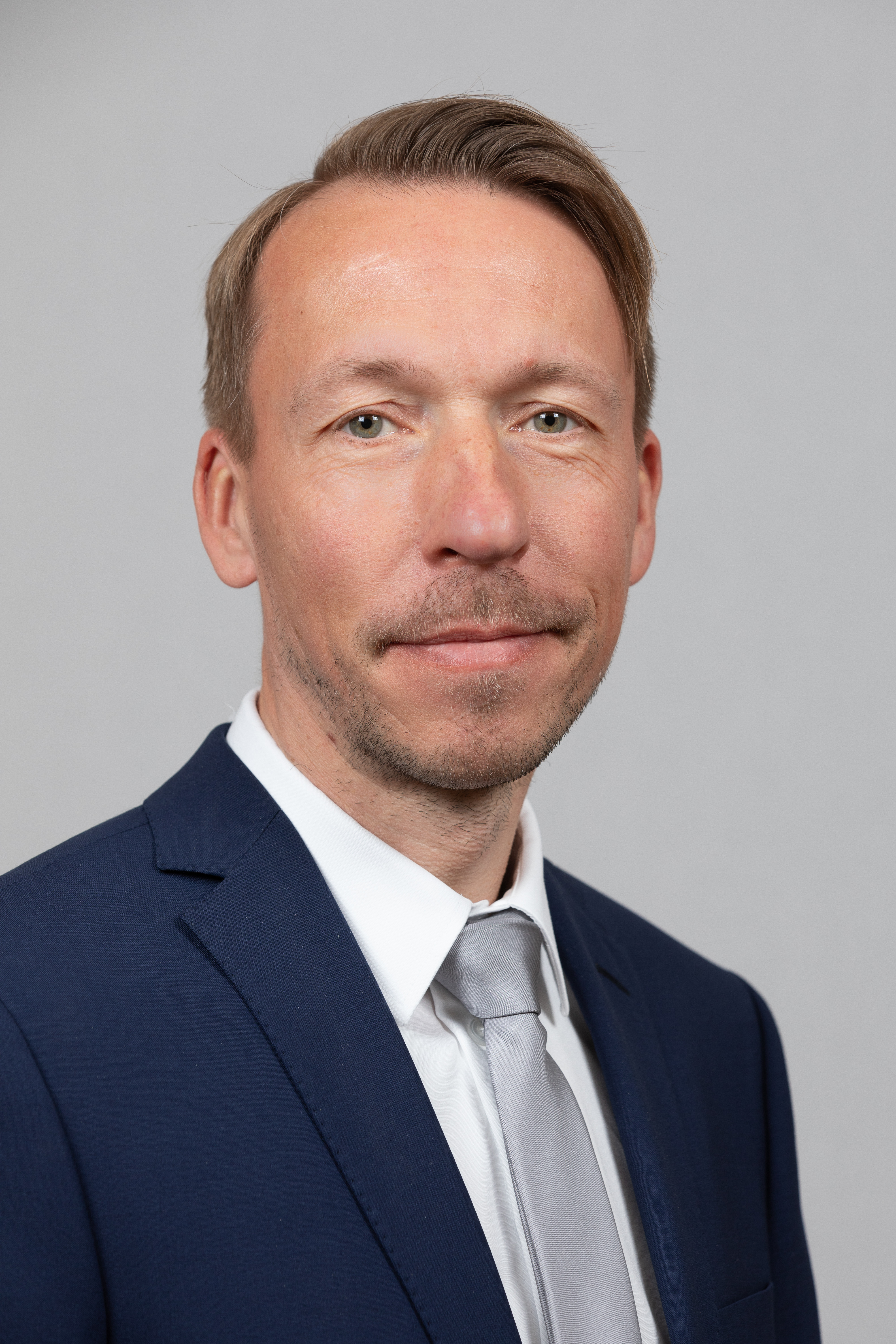
Dirk Gaw, 2019

Dirk Gaw (* 5. März 1972 in Essen) ist ein deutscher Politiker (parteilos, bis 2024 AfD). Seit 2019 ist er Abgeordneter im Hessischen Landtag.

## Leben
Gaw war von 1993 bis 2019 als Polizeibeamter tätig, zuletzt als Polizeioberkommissar im Vollzugsdienst bei der Bundespolizeidirektion Koblenz.
Er war seit Mai 2014 Mitglied der AfD. Von 2016 bis Dezember 2018 war er Mitglied im Kreistag des Main-Taunus-Kreises.
Bei der Landtagswahl 2018 zog Gaw über den 11. Listenplatz auf der Landesliste der AfD in den Hessischen Landtag ein. Er ist Mitglied des Innenausschusses und seit Januar 2019 stellvertretender Fraktionsvorsitzender der AfD-Fraktion sowie Sprecher der Fraktion für Justizvollzug und Sport.
Nach dem Scheitern der AfD-Kandidaten Bernd Vohl in der konstituierenden Sitzung im Januar 2019 und Karl Hermann Bolldorf im April 2019 nominierte ihn die AfD-Fraktion am 21. Januar 2020 zu ihrem dritten Kandidaten für das Amt des Landtagsvizepräsidenten. Bei der Abstimmung im Landtag am 30. Januar 2020 wurde Gaw jedoch nicht gewählt; auf ihn entfielen lediglich 28 der 129 abgegebenen Stimmen.
Bei der Landtagswahl 2023 zog Gaw erneut in den Landtag ein.
Im März 2024 gab Gaw seinen Austritt aus Fraktion und Partei der AfD bekannt. Als Begründung nannte er  Radikalisierungen in der Partei. Er habe schon seit Jahren mit der AfD gehadert, sei aber wegen vieler „anständiger“ AfD-Mitglieder noch geblieben.